# Blender
Blender är en fri programvara (open-source) för skapande av 3D-grafik. Den används inom animation, 3D-modellering och 3D-printing, UV-kartläggning, konst, virtual reality och spelutveckling. Blender finns till ett stort antal operativsystem, bland annat GNU/Linux, Windows, Mac OS, Solaris och FreeBSD.

## Bakgrund

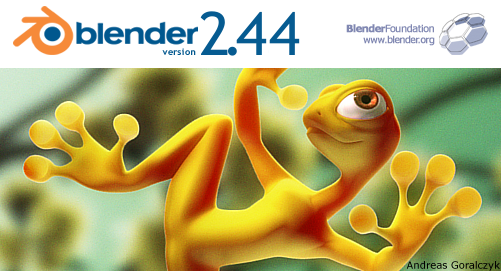
Uppstartsruta i version 2.44

### Historik
Från början utvecklades Blender internt hos den nederländska studion NeoGeo och Not a Number Technologies (NaN). NaN grundades i juni 1998 av programmets huvudsakliga författare Ton Roosendaal med syftet att vidareutveckla och distribuera programmet. Fram till NaNs konkurs 2002 var Blender tillgängligt som shareware.
Fordringsägarna gick efter konkursen med på att släppa Blender som fri programvara under GPL-licens i utbyte mot en engångsbetalning på 100 000 euro. En insamlingskampanj inleddes den 18 juli 2002 och målet nåddes 7 september samma år. Blender är idag ett fritt och öppet program som aktivt utvecklas av stiftelsen Blender Foundation.

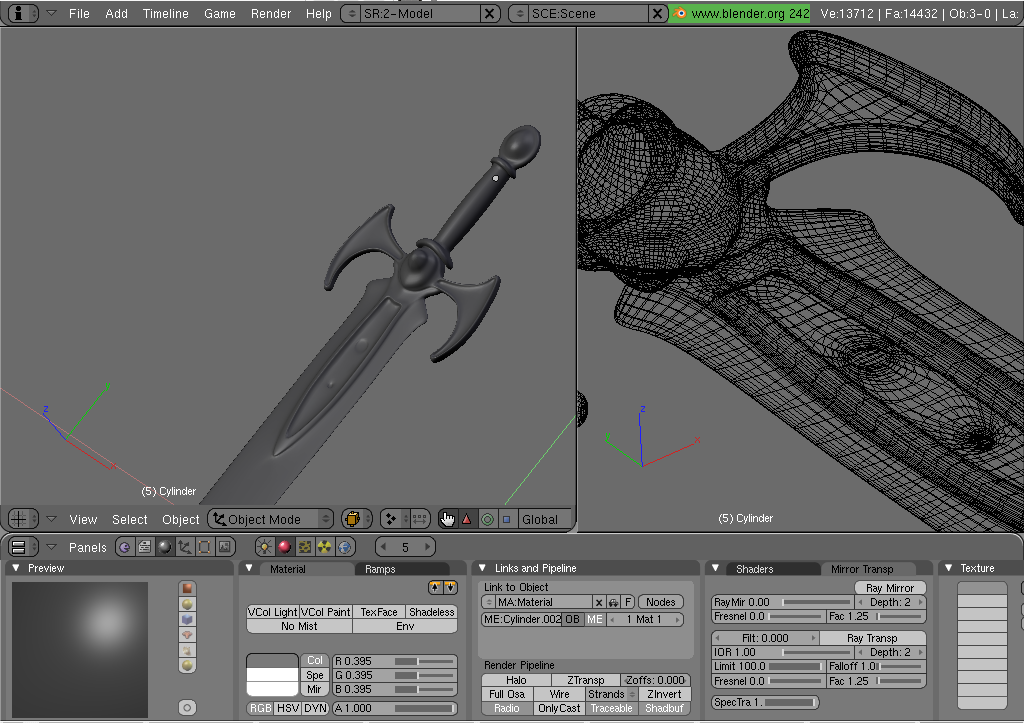
Blenders användargränssnitt i version 2.42

Blender användes under utvecklingen av storyboards till Spider-Man 2 (2004).

## Filmprojekt

### Elephants Dream / Orange Open Movie Project
I september 2005 inleddes ett projekt för att skapa en kortfilm med hjälp av fri programvara, kallat the Orange Movie Project. Syftet var att visa upp vad fria program kan göra och hur väl de står sig i konkurrensen. Resultatet blev Elephants Dream, som hade premiär 24 mars 2006 på Cinema Ketelhuis i Amsterdam.
Allt material som producerats har släppts fritt under en Creative Commons-licens så att andra kan lära sig av arbetet och använda materialet i egna derivativ. Filmen, i olika upplösningar och format, samt produktionsmaterialet finns tillgängligt för fri nedladdning från projektets hemsida. Det går även att köpa en DVD-version med filmen och allt råmaterial, vilket under produktionen hjälpte till att täcka kostnaderna.

### Plumiferos
I Argentina har filmstudion Manos Digitalos arbetat med den kommersiella animerade fullängdsfilmen Plumiferos som gjorts helt och hållet med Blender och annan fri programvara. Premiär för filmen är inte fastslagen då arbete med filmen fortfarande pågick i början av 2008.

### Big Buck Bunny / Peach Open Movie Project
Efter framgångarna med Elephants Dream meddelade Blender Foundation den 10 juli 2007 att de arbetar på ett nytt öppet filmprojekt som har getts projektnamnet The Peach Movie Project. Arbetet kommer att ske hos nystartade Blender Institute i Amsterdam mellan 1 oktober 2007 och 10 april 2008.

### Sintel
I maj 2009 påbörjades arbetet med ytterligare en kortfilm med projektnamnet Durian som släpptes den på internet den 30 september 2010. Under arbetet med Sintel utvecklades Blender till det som blev version 2.5.

### Agent 327: Operation Barbershop
Blender Institute har utvecklat sin första långfilm, baserad på den berömda nederländska seriefiguren Agent 327. Denna äventyrliga komedi är inriktad på en internationell marknad.

## Datorspelsprojekt

### Apricot Open Game Project
Apricot är ett spel som baseras på samma värld och karaktärer som i Big Buck Bunny. Projektet startades den 1 februari 2008 och beräknas vara färdigt i juli 2008, precis som i de tidigare filmprojekten skapas Apricot i fri programvara, och slutresultatet kommer att släppas under en Creative Commons-licens.

## Mjukvaran

### Användargränssnitt
Blender har tidigare ansetts vara svårt att lära sig jämfört med andra 3D-program. Nästan varenda funktion har ett kortkommando, och med antalet funktioner Blender erbjuder resulterar det ofta i att en knapp har flera olika kortkommandon bundna till den (med hjälp av CTRL, ALT osv.).
Ända sen Blender blev öppen källkod, har många hjälpt med att lägga till menyer för funktionerna och det har lagts ner mycket arbete på att göra verktygen mer logiska och strömlinjeformade. Användargränssnittet har också fått sig en uppfräschning: det har tillkommit ett temasystem, genomskinliga verktygsfönster och även andra små förbättringar.

### Egenskaper

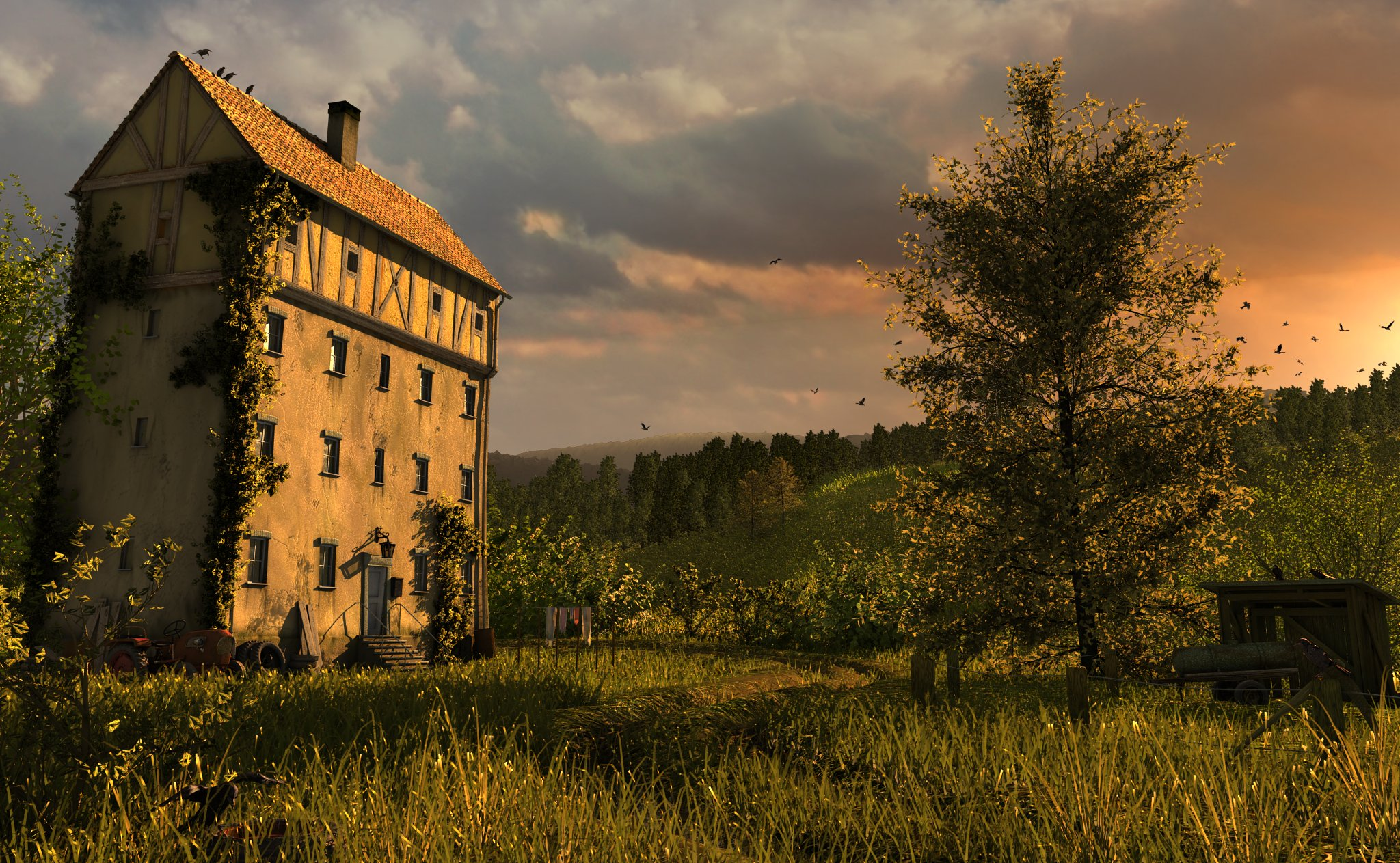
Blender kan skapa modeller och renderingar med väldigt hög upplösning.

Blender programvaran innehåller bland annat:

#### Modellering
- Subsurface-modellering (SubDivisions)
- Skulpteringsverktyg (sculpting)
- Olika sorters objekt: 
  - Mesh
  - Splinekurvor (bezierkurvor och NURBS)
  - NURBS-ytor
  - Metaobjekt

#### Texturer och material
- UV-kartläggning
- Noder (för egna shaders exempelvis)

#### Fysik och simulering
- Vätskesimulering
- Partiklar:
  - Gräs
  - Hår/Päls
  - Annat (eld, rök och liknande)
- Simulering av mjuka kroppar

#### Användargränssnitt
- .blend-filerna är bakåt- och framåt-, samt multiplattformskompatibla.
- Tangentbordskombinationer för de flesta funktionerna
- Teman (färger, typsnitt, stilar)
- Insticksprogram (stöd för programtillägg skrivna i Python)

#### Övrigt
- Spelmotor (kan även användas för fysiksimuleringar)
- Integrerad renderingsmotor
  - Inbyggt stöd för YafRay
  - Insticksprogram och exporteringsmöjligheter för andra renderingsmotorer
- Verktyg för animering (till exempel inversed kinematics, armature och lattice)
- Sekvenseditor (videoredigering)

### EEVEE
EEVEE är en renderingsmotor (en PBR; "Physically Based Rendering" eller fysisk baserad rendering) som inkluderats i Blender från och med version 2.8. Namnet kommer ifrån Eevee, en pokémon.